# Suisse au Concours Eurovision de la chanson 2002
La Suisse a participé au Concours Eurovision de la chanson 2002 à Tallinn, en Estonie. C'est la 44e participation suisse au Concours Eurovision de la chanson, après s'être retiré l'année précédente.
Le pays est représenté par la chanteuse Francine Jordi et la chanson Dans le jardin de mon âme sélectionnées lors d'une finale nationale organisée par la Televisione svizzera di lingua italiana (TSI).

## Sélection

### Finale Svizzera 2002
Le radiodiffuseur suisse pour les émissions italophones, Televisione svizzera di lingua italiana (TSI), organise une finale nationale pour sélectionner l'artiste et la chanson représentant la Suisse au Concours Eurovision de la chanson 2002.
La finale nationale, présentée par Milena Martelli, a lieu le 2 février 2002 à Arbedo-Castione, dans le district de Bellinzone et le canton du Tessin.
Les différentes chansons sont interprétées en allemand, français et italien, langues officielles de la Suisse, ainsi qu'en anglais.
Au premier tour de huit chansons, trois chansons accèdent au deuxième tour de la finale nationale. Les résultats des trois premières chansons n'ont pas été annoncés au premier tour, contrairement aux cinq autres chansons.
Lors de cette sélection, c'est la chanson Dans le jardin de mon âme, interprétée (ainsi qu'écrite et composée) par Francine Jordi, qui fut choisie.

#### Finale
| Ordre | Artiste               | Chanson                                | Langue            | Traduction                          | 1er tour    | 1er tour | 2e tour     | 2e tour |
| Ordre | Artiste               | Chanson                                | Langue            | Traduction                          | Pourcentage | Place    | Pourcentage | Place   |
| ----- | --------------------- | -------------------------------------- | ----------------- | ----------------------------------- | ----------- | -------- | ----------- | ------- |
| 1     | Matì                  | Via dal buio                           | Italien           | Loin de l'obscurité                 | 1,6 %       | 8        | –           | –       |
| 2     | Francine Jordi        | Dans le jardin de mon âme              | Français          | –                                   | –           | 1        | 41,1 %      | 1       |
| 3     | Marc Neff and Friends | It's a Perfect Day                     | Anglais           | C'est un jour parfait               | 7,5 %       | 5        | –           | –       |
| 4     | Amanda                | Fuego latino                           | Anglais, espagnol | Feu latin                           | 3,7 %       | 6        | –           | –       |
| 5     | Luciano de Soria      | Mia vita                               | Italien           | Ma vie                              | 1,9 %       | 7        | –           | –       |
| 6     | Tanisha               | My Little Freaky Boy                   | Anglais           | Mon petit garçon bizarre            | 10,7 %      | 4        | –           | –       |
| 7     | A-Live                | Cosa                                   | Italien, anglais  | Quoi                                | –           | 1        | 35,6 %      | 2       |
| 8     | Nina Dimitri (it)     | Die Engel tanzen um Mitternacht per te | Allemand, italien | Les anges dansent à minuit pour toi | –           | 1        | 23,3 %      | 3       |

## À l'Eurovision

### Points attribués par la Suisse
| 12 points | Espagne     |
| 10 points | France      |
| 8 points  | Lettonie    |
| 7 points  | Autriche    |
| 6 points  | Royaume-Uni |
| 5 points  | Croatie     |
| 4 points  | Malte       |
| 3 points  | Allemagne   |
| 2 points  | Slovénie    |
| 1 point   | Israël      |

### Points attribués à la Suisse
| 12 points  | 10 points | 8 points            | 7 points    | 6 points              |
| ---------- | --------- | ------------------- | ----------- | --------------------- |
|            |           |                     |             |                       |
| 5 points   | 4 points  | 3 points            | 2 points    | 1 point               |
| - Autriche |           | - France - Roumanie | - Allemagne | - Lettonie - Slovénie |

Francine Jordi interprète Dans le jardin de mon âme en 11e position, après Israël et avant la Suède. Au terme du vote final, la Suisse termine 22e sur 24 pays avec 15 points.